# Всесвітня туристична організація
Всесвітня туристична організація (англ. World Tourism Organization, UNWTO) — спеціалізована установа ООН відповідальна за просування стійкого та загальнодоступного туризму. Створена в 1975 році, Україна є повноправним членом із 1997.
Офіційні мови організації: англійська, арабська, іспанська, російська, французька.

## Історія
Створена 1975 року в Мадриді, є спадкоємицею Міжнародного союзу офіційних туристичних організацій, заснованого ще 1934 року. СРСР був однією з держав-засновниць ВТО. Першим Генеральним секретарем ВТО був Робер С. Лонаті (Франція).

## Функції
Згідно зі статутом, ВТО сприяє розвитку туризму, робить внесок в економічний розвиток, міжнародне взаєморозуміння, мир, процвітання, загальну повагу і дотримування прав людини і основних свобод для всіх незалежно від раси, статі, мови і релігії. ВТО встановлює і підтримує ефективну співпрацю з відповідними органами ООН і її спеціалізованими закладами. Крім цього, вишукує можливості встановлювати ділові стосунки з програмою розвитку ООН, бере участь в її діяльності як керівне і виконавче агентство.
ВТО, не є спеціалізованим закладом ООН (як інколи вважають), але має   з ООН та рядом її спеціалізованих закладів договори, що діють.
У 1976 р. підписує договір з Програмою розвитку ООН, за яким отримує роль виконавчого агентства (англ. Executing Agency) з виконання проектів у галузі туризму, які фінансуються ПРООН.
ВТО та ООН також взаємодіють за договором у якому передбачається, зокрема:
- обмін необхідною інформацією і документацією;
- сприяння у виконанні рекомендацій, що відносяться до сфери туристичної діяльності;
- розвиток такого співробітництва, яке помогло б позбутися дублювання в роботі;
- координація роботи шляхом консультацій через Економічну та Соціальну Раду ООН (ЕКОСОС);
- участь у роботі міжнародних конференцій і засідань по лінії ООН, в тому числі по питаннях, що торкаються діяльності ВТО;
- обмін письмовими доповідями і заявами;
- збір, аналіз і обмін необхідною статистичною інформацією в області туризму.

Починаючи з 1987, Всесвітня туристична організація має робочі договори з Міжнародною організацією цивільної авіації і Міжнародною морською організацією.

## Генеральна асамблея ВТО
Вищим органом ВТО є Генеральна асамблея, яка скликається на черговій сесії кожних 2 роки. Дійсні і асоційовані члени можуть бути представлені на сесії не більше ніж п'ятьма делегатами, один з яких виконує функції голови делегації. Члени, що приєдналися, призначають на сесію до трьох спостерігачів зі складу Комітету тих, що приєдналися членів. Передбачається також скликання надзвичайної сесії ГА на прохання виконавчої ради або більшості дійсних членів організації.
Генеральна асамблея може розглядати будь-яке питання і розробляти рекомендації по ньому. У її функції, зокрема, входять: обирання свого президента та віцепрезидентів; обирання членів виконавчої влади; призначення генерального секретаря (за рекомендацією виконавчої ради); обирання ревізорів; затвердження фінансового регламенту ВТО; визначення загальних напрямків по управлінню організацією; затвердження положень про персонал ВТО; затвердження загальної програми роботи ВТО; затвердження бюджету ВТО і керівництво фінансовою політикою організації в цілому; створення технічних і регіональних органів, необхідних для проведення роботи; розгляд і затвердження звітів про діяльність організації і її органів, а також прийняття необхідних мір з реалізації рекомендацій по звітах; затвердження або надання повноважень по затвердженню договорів, що складаються з урядами і міжнародними організаціями, а також з приватними організаціями і особами; підготовка рекомендацій по укладанню міжнародних договорів відносно компетентності організації; прийняття рішень згідно з статутними документами про прийняття в члени організації.
Робота ГА проводиться згідно з затвердженими правилами процедури. Зокрема на початку кожної сесії вона обирає свого президента і віцепрезидента. Президент головує на ГА і відповідальний перед нею під час сесії. Він також представляє організацію протягом строку своїх повноважень у будь-яких випадках, коли таке представлення необхідне.
Для кворуму на ГА обов'язкова присутність делегатів, що представляють більшість дійсних членів. При голосуванні кожний дійсний член має один голос. Як правило, рішення по всіх питаннях на ГА приймаються простою більшістю голосів присутніх і дійсних членів, що беруть участь у голосуванні. Разом з тим, при розв'язанні питань, пов'язаних з бюджетно-фінансовими зобов'язаннями членів, визначення розташування штаб-квартири, а також інших питань особливої важливості, визнаних такими на даній ГА по рішенню простої більшості присутніх і дійсних членів, що беруть участь у голосуванні, необхідна більшість у дві третини їх голосів.
Періодичність і місце проведення засідань керівного органу: Сесії Генеральної асамблеї ВТО проводяться один раз на два роки в одній з країн-членів Організації.

## Регіональні комісії ВТО
Для втілення в життя своїх рішень і рекомендацій ГА затвердила в рамках ВТО шість регіональних комісій: по Африці, Америці, Східній Азії і Тихому океану, Європі, Близькому Сходу і Південній Азії. Засідання регіональних комісій проводяться регулярно під керівництвом головуючого і двох віце-голів, які вибираються на 2 роки в рамках кожної комісії.
Керівним органом ВТО є виконавча рада, яка в період між сесіями ГА приймає необхідні рішення по адміністративних і технічних питаннях (в межах функціональних і фінансових можливостей організації).
Виконавчий  комітет доповідає про прийняті рішення найближчій сесії ГА, на якій проводяться їх наступні затвердження. Виконавчий комітет складається з дійсних членів. Він вибирається по принципу “один член на кожних п'ять дійсних членів” згідно з правилами, затвердженими ГА. На виборах керуються принципом справедливого і рівного географічного розподілу.
В роботі виконавчого комітету беруть участь (без права голосу) один асоційований член і представник Комітету членів, що приєдналися. Строк повноважень членів виконавчої влади визначається в 4 роки, але через кожних 2 роки переобирається половина його складу. Виконавча рада збирається на свої сесії, як правило, 2 рази на рік. З неї щорічно обираються голова і два його заступники.
Для кворуму на засіданнях ради необхідна присутність більшості членів. Рішення приймаються простою більшістю голосів присутніх голосуючих членів, за винятком рекомендацій по бюджетно-фінансових питаннях, які повинні бути ухвалені більшістю у дві третини голосів.
У функції виконавчого комітету, зокрема, входять: прийняття необхідних мір для забезпечення виконання всіх рішень і рекомендацій ГА, також звіт про це перед нею; одержання і розгляд звітів генерального секретаря про діяльність організації; розробка і представлення пропозицій ГА; розгляд загальної програми роботи організації перед її направленням на обговорення ГА. Представлення ГА звітів і рекомендацій по адміністративним рахункам і проектах бюджету організації; створення допоміжних органів, необхідних для діяльності ради; виконання будь-яких інших функцій, одержаних від ГА.
При виконавчому комітеті є наступні виконавчі органи: технічний комітет по програмі і координації, головним завданням якого є розгляд питань, пов'язаних з загальною програмою роботи організації; бюджетно-фінансовий Комітет, який займається попереднім дослідженням бюджетно-фінансових питань з метою підготовки рекомендацій виконавчій раді; Комітет з довкілля, в роботі якого можуть брати участь всі члени виконавчої ради; Комітет по спрощенню формальностей, який займається проблемами пересування людей, як в міжнародному, так і в національному масштабі; Комітет по статистиці, що розробляє рекомендації по питаннях збору, аналізу і направлення статистичних даних по міжнародному і національному туризму; Підкомітет з розгляду членства в категорії членів, що приєдналися. Основні функції останнього — розгляд заявок на членство в ВТО і підготовка відповідних рекомендацій виконавчій раді.
Секретаріат складається зі штату співробітників (близько 90 представників з 30 країн), його очолює генеральний секретар.
Генеральний секретар призначається ГА (по пропозиції виконавчої ради) більшістю в дві третини присутніх і дійсних членів, що беруть участь у голосуванні. Строк повноважень генерального секретаря — 4 роки, з правом переобирання. Генеральний секретар відповідальний перед ГА і виконавчою радою і виконує їх вказівки. Зокрема, він пред'являє звіти про діяльність організації, адміністративні рахунки, проекти бюджету і загальної програми роботи, а також забезпечує юридичне представництво організації.
Персонал секретаріату, що призначається генеральним секретарем, відповідальний за виконання роботи перед ним, керується затвердженими статутними документами і правилами для персоналу, як прийнято в багатьох міжнародних організаціях. При виконанні своїх обов'язків, генеральний секретар і персонал секретаріату, згідно з даною ними присягою та статутними документами, не повинні запитувати або одержувати вказівки від якого б то не було уряду або влади, сторонньої для організації. Вони повинні утримуватися від будь-яких дій, які могли б відбитися на їх положенні як міжнародних офіційних осіб, відповідальних тільки перед організацією.
Для ефективної допомоги у виконанні робочої програми організації в рамках ВТО утворений комітет приєднаних членів, який очолює голова і кілька віце-голів.
Його робоча програма виконується переважно за рахунок діяльності окремих робочих груп, що займаються такими питаннями і проблемами як капіталовкладення в сферу туризму; використання засобів автоматики; туризм і охорона здоров'я; молодіжний туризм; розвиток туризму для інвалідів; туризм і спорт.
До структурних особливостей ВТО можна віднести також функціонування інституту постійних представників країн — членів організації. Серед їх обов'язків — підтримування оперативного зв'язку між країнами і штаб-квартирою по всіх питаннях діяльності організації.
ВТО є юридичною особою і може користуватися на території країн-членів певними привілеями і імунітетом, які визначаються в окремих договорах, що укладаються організацією. Згідно зі статутними документами, місцеперебування організації визначається і може бути в будь-який час змінено рішенням ГА. Зокрема, на основі Конвенції між ГА і Іспанією про правовий статус організації в Іспанії, текст, якого був підписаний 10 листопада 1975 р. і ратифікований Іспанією 8 жовтня 1976 року (схвалена ГА ВТО 31 травня 1977 р.), штаб-квартира ВТО 1 січня 1976 р. була перенесена з Женеви в Мадрид в будинок, який передав для ВТО уряд Іспанії.
Офіційні мови ВТО — англійська, іспанська, російська та французька. Поправки до статуту ВТО про визнання арабської як офіційної мови організації так і не вступили в силу внаслідок відсутності їх ратифікації необхідною більшістю дійсних членів організації. Бюджетні витрати ВТО на здійснення адміністративних функцій і реалізацію загальної програми роботи покриваються за рахунок членських внесків і будь-яких інших надходжень, згідно з фінансовими правилами організації. Розмір членських внесків визначається по так званій «формулі Лусака», прийнятої при формуванні ВТО, яка в 1989 р. була переглянута. Формула передбачає певний процент бюджету організації, від якого залежить фактичний розмір членського внеску тієї чи іншої країни. Бюджет ВТО, проект якого складається генеральним секретарем, розрахований на 2 роки.
Робоча програма ВТО формується і затверджується на дворічний період. Одним з її суттєвих елементом при її підготовці в останні роки стають розміри бюджетних асигнувань, тобто утворення так званої програми бюджету організації.
Основними міжнародно-правовими формами діяльності ВТО є проведення конференцій та нарад. Так наприклад, ВТО було проведено в 1980 р. Всесвітню конференцію з туризму, в 1982 р. Всесвітню нараду з туризму в 1989 р. Крім того, в 1985 р. на VI сесії ГА ВТО була прийнята Хартія туризму і Кодекс туриста.
ГА ООН прийняла резолюцію № 38/146 від 19 грудня 1983 р., в якій рекомендувалось всім членам організації звернути більше уваги на принципи Манільської декларації і Документу Акапулько [72] при розробці і здійснені політики, планів і програм в області туризму, згідно з своїми національними пріоритетами і в рамках Програми роботи ВТО.
На Міжпарламентській конференції з туризму 1989 р. була прийнята Гаазька декларація [74], яка є інструментом міжнародного співробітництва і партнерства, об'єднання народів і факторів, що сприяють розвитку індивідуального і колективного туризму. Її основні положення зводяться до наступного: туризм — форма проведення вільного часу; туризм — ефективний засіб співпраці і соціально-економічного розвитку країни; природне, культурне і людське довкілля — основні умови розвитку туризму; туризм має гуманний характер; кожна людина має право на свободу подорожі; спрощення формальності подорожі — основа розвитку туризму; безпека і захист туристів, повага до їх гідності — найважливіші умови розвитку туризму; держава повинна вживати заходів боротьби з тероризмом, покращувати якість туристичних послуг, планувати розвиток туристичної інфраструктури.
Парламенти уряди, державні і приватні організації, асоціації і заклади, що відповідають за туристичну діяльність, професіоналів в області туризму, а також самих туристів, повинні старанно враховувати принципи Гаазької декларації і постійно базуватися на них в своїй роботі.
Керуючись положеннями декларації Ріо про довкілля і розвиток 1992 р. [75], ВТО, Всесвітня рада по туризму і Рада Землі вирішили сприяти здійсненню плану дії «Повістки 21 для індустрії туризму» з метою покращання стану довкілля і забезпечення стійкішого розвитку туризму і міжнародних подорожей. Розроблені дев'ять пріоритетів для урядів та асоціацій в цій області. В заяві ВТО про обмеження «організованого сексу» 1995 р. намічаються кроки, які можуть бути прийняті урядами і туристичними компаніями для боротьби з секс — туризмом. В Декларації Бали по питаннях туризму 1996 р. намічені шляхи з реалізації Програми ВТО в області туризму. Згідно з Договором ВТО і ЮНЕСКО заснований «університет туризму на благо світу» в цілях розвитку співробітництва шляхом використання супутників зв'язку між університетами в Ізраїлі, на Західному березі ріки Йордан, в Марокко і Тунісі.
На конференціях в Лісабоні в дослідженні «Tourism: 2020 Vision» ВТО оголосила про найперспективніші туристичні напрямки наступного століття.
Активно розвивається пригодницький туризм, оскільки на нашій планеті практично все уже відкрито і досліджено і залишилось дуже мало місць для романтики, проглядаються тенденції до подорожей в гори на всю велику висоту, в глибину морів, на «край землі» і навіть у космос.
Щодо гір, то можна організовувати походи на найвищі вершини світу. Якщо говорити про морські глибини, то з 1985 р. почата експлуатація 46 підводних човнів. Тільки 1996 року ними скористались понад 2 млн чоловік, що принесло операторам 147 млн доларів. не так давно почато виробництво субмарин з прозорим корпусом, який дозволяє одержати прекрасний огляд підводних глибин. Такий човен в серпні 1998 р. почав прокладати свій курс в Північній Атлантиці до місця аварії знаменитого «Титаніка».
А якщо говорити про «край землі», то тут на першому місці Антарктида. Торік льодовий континент відвідали 10 тис. туристів, які заплатили за це задоволення від 9 до 16 тис. доларів. Австралія вирішує питання про перетворення трьох своїх дослідницьких баз в Антарктиді в туристичні центри. Велика Британія, Нова Зеландія і Росія уже відкрили там свої бази для відвідування мандрівниками, що прибувають на пароплавах.
Круїзний сектор туризму розвивається феноменальними темпами. В 1997 р. близько 7 млн осіб подорожували на круїзних суднах, а до 2000 року це число виросло до 9 млн осіб. Зараз будуються 42 круїзних судна, причому вони стають все більшими, їх тоннажність становить 250 тис. тонн, кількість палуб 8, а розмістити вони можуть до 6200 пасажирів.
Екотуризм — цей тип подорожей має за мету збереження навколишнього середовища. Організовуються і короткі ознайомчі тури з окремо визначеної тематики, і тури для більших груп, відпочивальників на курортах, з відвідуванням національних заповідників. Прибуток від таких поїздок переважно направляється на фінансування проектів по збереженню природи для майбутніх поколінь.
Культурно-пізнавальний туризм притягує найбільші потоки, які з цілого світу направляються в Європу, Азію і на Близький Схід. Організовуються освітні тури для невеликих груп з відвідуванням культурних пам'ятників відпочивальниками. У зв'язку з цим, велике значення має проведення ефективних заходів по збереженню пам'ятників культури і управління потоками туристів до них.
Тематичний туризм передбачує підвищений інтерес до якогось явища (наприклад, кліматичних особливостей, флори і фауни місцевості), який лідирує над звичайними мотивами відпочинку. Популярність тематичних парків, як місць для відпочинку, зростає з кожним роком. В даний момент по всьому світу будується кілька таких парків.
ВТО також прогнозує в XXI ст. справжній бум подорожей, але, час який люди зможуть виділити на свій відпочинок, скоротиться, особливо на основних ринках — поставниках туристів. Згідно з дослідженням «Impact on Tourism», також представленим на конференції в Лісабоні, мандрівники XXI ст. будуть «багатими грошима, але бідними часом». В результаті вони стануть шукати туристичний продукт, що включає в себе максимум задоволення за хвилину часу. Будуть процвітати тематичні парки і круїзні подорожі, оскільки люди зможуть відвідати декілька місць за короткий строк.
Стануть популярними короткі відпустки і поїздки на вихідні. А основна відпустка року у багатьох людей буде скорочуватись. Є немало людей, яким потрібен відпочинок з повним відключенням від щоденних турбот і тривог, цим пояснюється ріст популярності курортів, що працюють по системі «all-inclusive».
Згідно з прогнозом ВТО, до 2010 р. всього подорожувальників у світі було 1,6 млрд осіб. Для порівняння: в 1997 р. подорожувало 612 млн осіб.
Як правило, в туристичних державах, особливо в острівних країнах, створюються міністерства по туризму. В деяких країнах існують такі форми, як державний департамент з туризму, який підлягає Міністерству економіки, або департамент зовнішньої торгівлі. Або окрема урядова установа, як наприклад, в Україні, де створено Державне агентство розвитку туризму.
Більшість країн мають свої національні туристичні організації. У Франції і Іспанії вони урядові; в інших країнах створюються незалежно від уряду, але підтримуються ним централізованими фінансовими субсидіями. Як у Великій Британії. В більшій частині вони громадські, створені на основі статуту організації, який і визначає їх структуру. Згідно з рекомендаціями ВТО, національні туристичні організації виконують наступні функції:
- представляють урядові інтереси у міжнародному масштабі;
- укладають двосторонні і багатосторонні договори з метою збільшення туристичних потоків між країнами учасниками;
- організовують спільні маркетингові дослідження туристичного ринку;
- знаходять шляхи оптимізації туристичних національних ресурсів;
- залучаються до технічного і фінансового співробітництва;
- забезпечують взаємне спрощення митного контролю;
- поліцейське і грошове регулювання;
- підтримка технологічних контрактів (наприклад в готелях і місцях зимового спорту);
- організовують туристичні послуги в національному і міжнародному масштабах;
- планування і розвиток туризму;
- регулювання і контроль підприємств, включених в туризм (регулювання і правове забезпечення готельного господарства, класифікація готелів і ресторанів, інспекція і вивчення ліцензій на право діяльності);
- публікація статистики, оглядів, результатів досліджень ринку (вивчення вражень, аналіз поведінки споживачів);
- збут туристичних продуктів в інші країни (створення туристичних агентств за кордоном для забезпечення інформацією і збутом, публікація брошур, листівок, путівників і спеціальної туристичної інформації);
- просування іноземних туристичних центрів (компанії в пресі, на радіо, телебаченні);
- діяльність по полегшенню, уніфікації і усуненню митного і прикордонного контролю;
- створення структур по прийняттю гостей і забезпечення туристичною інформацією (спеціальні поліційні інструкції для допомоги гостям складені в 19 країнах);
- забезпечення професійної підготовки в туризмі (курси, семінари, навчальні програми);
- захист і збереження туристичних ресурсів і ексклюзивної спадщини країни (монументів, історичних місць), компанії по захисту культури та мистецтва;
- охорона довкілля (проведення компанії по охороні природи, парків відпочинку, природних ресурсів).

В багатьох країнах світу створюються некомерційні асоціації, які представлені консультативними радами з туризму. Ці ради об'єднуються в неурядові міжнародні організації, такі, як Всесвітня асоціація туристичних агентств і туроператорів, Міжнародна рада турагентств, Міжнародна федерація асоціацій турагентств та інші.
26 квітня 2022 року Всесвітня туристична організація ООН вирішила проголосувати з питання виключення Росії через війну проти України, а 27 квітня Росія подала заявку на вихід з організації.

## Участь України у Всесвітній туристичній організації
- Дата набуття Україною членства: 20.10.1997 р.;
- Підстава для набуття членства в міжнародній організації:  Доручення Кабінету Міністрів України від 16.10.1997 № 20593/45; доручення КМУ від 15.06.1999  № 11575/45; доручення  КМУ від 04.10.1999  № 11575/45;
- Статус членства: Повноправний член;
- Характер фінансових зобов'язань України: Сплата щорічного членського внеску;
- Обсяг фінансових зобов'язань України на 2017 рік: Внесок не нараховується;
- Джерело здійснення видатків, пов'язаних з виконанням фінансових зобов'язань: Загальний фонд Державного бюджету України;
- Вид валюти фінансових зобов'язань: Євро
- Обсяг фінансових зобов'язань України на 2017 рік: 72 838,00;
- Центральний орган виконавчої влади, відповідальний за виконання фінансових зобов'язань: Міністерство закордонних справ України.[7]